# Mitología olmeca

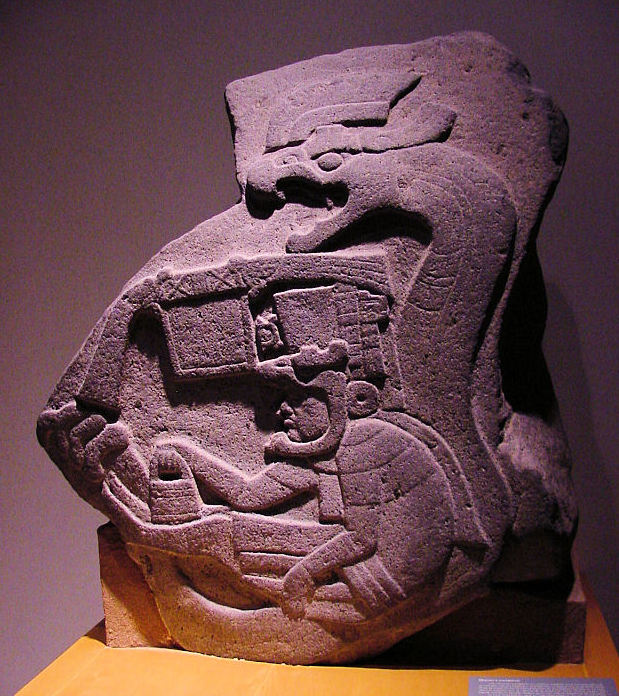
Monumento 19, de La Venta (1200–400 a. C.), la primera representación conocida de la Serpiente Emplumada en Mesoamérica.

La mitología olmeca se refiere a un registro directo actual de las creencias religiosas olmecas; sin embargo, una gran parte de ellas es desconocida. Sin embargo, se pueden realizar algunas observaciones, basándose en las tradiciones de los olmecas que ha sobrevivido hasta la época actual y por comparación con los vestigios (mejor documentados) de otras culturas precolombinas, cuyo arte religioso utiliza motivos similares:)

El cenit de la civilización olmeca (ubicada en el Sur del estado de Veracruz, el Oeste del estado de Tabasco del México moderno), data actualmente desde el año 1200 a. C. hasta 800 a. C. aproximadamente. Sin embargo los Olmecas continuaron estableciendo comunidades hasta el 400 a. C. Algunos estudiosos afirman que los olmecas existieron como una civilización apartada de las otras hasta el 100 a. C. Los olmecas desarrollaron una escritura jeroglífica para su lenguaje, el ejemplo más antiguo conocido se fechaba a partir de 650 a. C. Sin embargo, los textos olmecas sobrevivientes son muy pocos, y el significado de muchos de sus caracteres permanecen desconocidos comparado con los más abundantes jeroglíficos mayas.
Los arqueólogos creen que los olmecas y su cultura fueron los ancestros de las civilizaciones mesoamericanas posteriores, incluyendo la civilización maya, los habitantes de la ciudad de Teotihuacán y los grupos indígenas mayas de la actualidad. Otras culturas, incluyendo a los toltecas y los mexicas, pueden no ser descendientes de los olmecas, pero fueron fuertemente influidos por su cultura.
Una de las más conocidas ruinas olmecas, La Venta, en el estado de Tabasco, contiene las representaciones de figuras aparentemente mitológicas. Estas representaciones generalmente datan desde el 800 a. C. al 400 a. C. incluyen una serpiente emplumada, un hombre de la cosecha con maíz creciendo de su cabeza y un espíritu de la lluvia en forma de un pequeño niño. Imágenes similares son frecuentemente encontradas en los mitos de culturas posteriores en el área. Los olmecas consideraban inclusive a todo lo que los rodeaba cómo seres vivos desde cuevas, barrancas, manantiales, árboles y montañas, estas estaban llenas de espíritus importantes para los olmecas. Las montañas para los olmecas son el vínculo entre el cielo con la tierra y el inframundo y también eran el lugar donde están los ancestros y los espíritus de la tierra, la lluvia y el inframundo. El dragón olmeca es un dios de la cultura olmeca con fuertes rasgos de las serpientes, aves y jaguares, es el dios olmeca más encontrado y representado entre las hachas de jade, el dragón olmeca es uno de los dioses que más comúnmente se representan.

## Serpiente emplumada

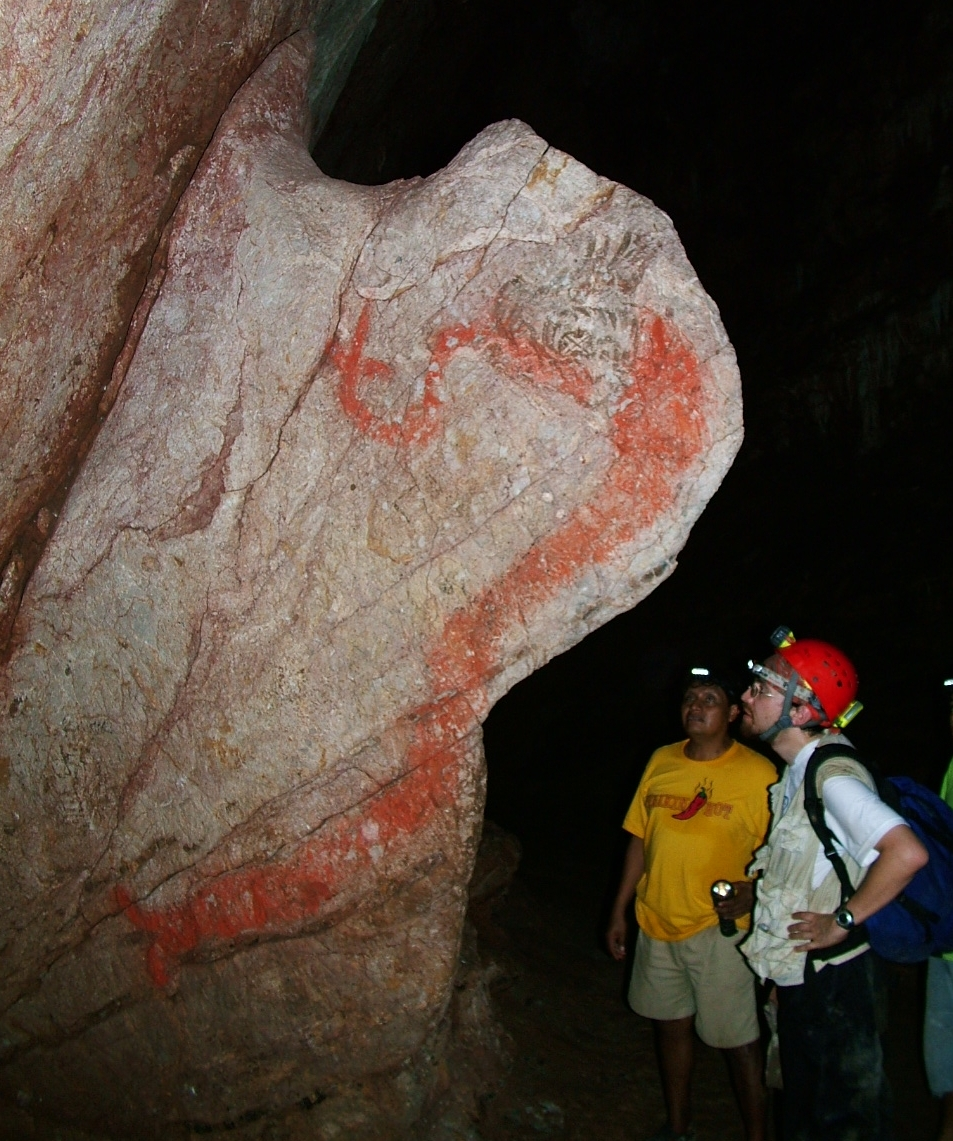
Imagen de una serpiente roja emplumada procedente de la cueva de Juxtlahuaca en México.

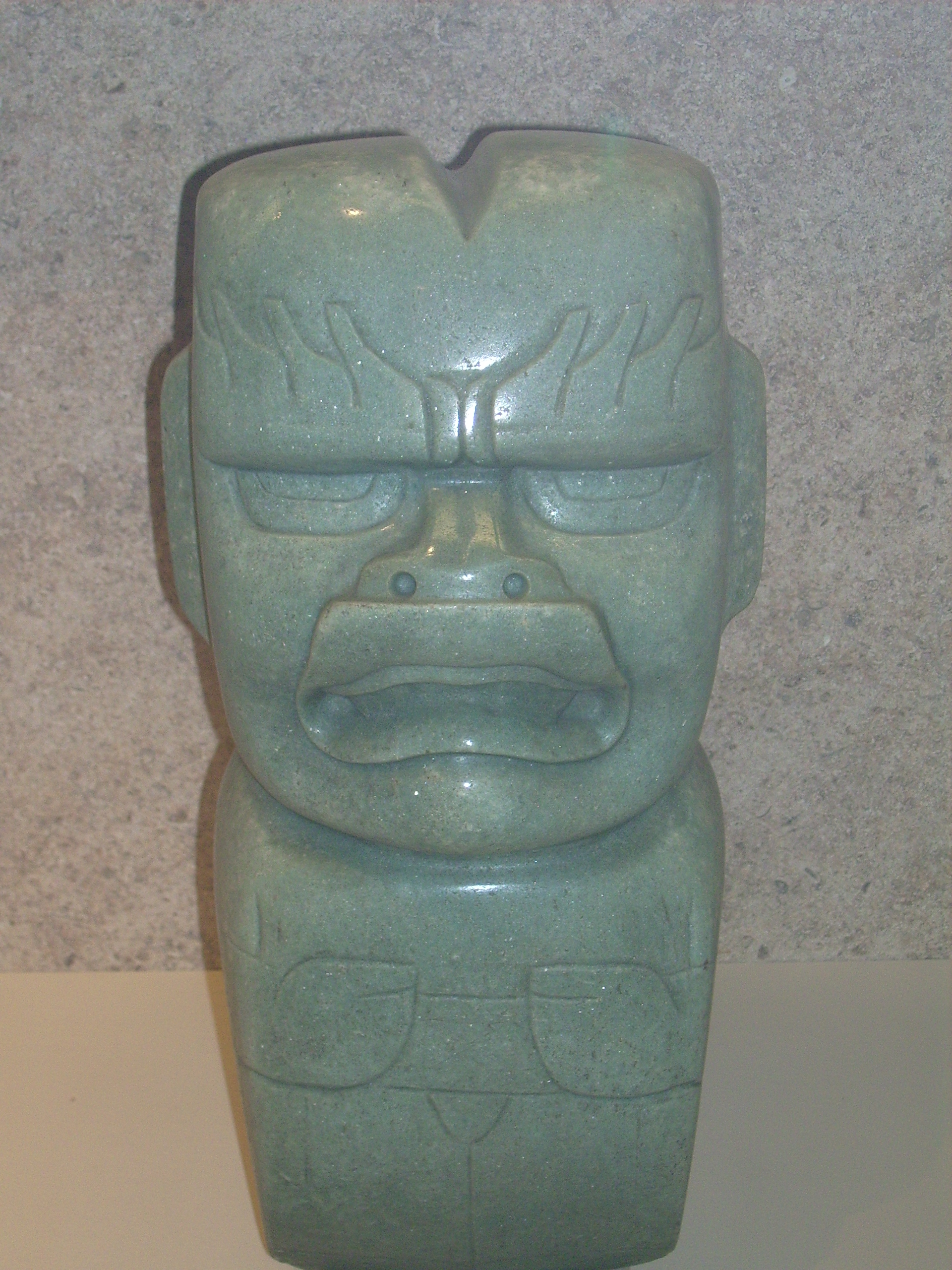
Figurilla olmeca hecha de Jade representando el jaguar. British Museum.

La figura mitológica de la serpiente emplumada representada constantemente en Mesoamérica probablemente fue originada en la época de los olmecas. En tradiciones posteriores el quetzal o serpiente emplumada fue conocido como el inventor de los libros y calendarios, el dador del maíz a la humanidad, y algunas veces como símbolo de muerte y resurrección, frecuentemente asociado al planeta Venus. Los mayas le conocían como Kukulkán; los quiché como Gukumatz. Los toltecas retrataban a la serpiente emplumada como Quetzalcóatl, el rival de Tezcatlipoca. El arte y la iconografía demuestran claramente la importancia de la deidad de la serpiente emplumada en la cronología mesoamericana, así como en el arte olmeca. En las grutas de Juxtlahuaca hay una representación de una serpiente emplumada de estilo olmeca.

## El jaguar
Los olmecas tallaron distintivas figuras humanas en piedra, algunas de tamaño monumental. Piezas más pequeñas fueron talladas en fino jade, incluyendo muchas figuras humanas con fuertes rasgos de jaguares. El jaguar era un depredador nativo en el área. Dos conjuntos de esculturas de gran tamaño y una de menor tamaño (muy erosionada) han sido interpretadas como alusivas a un mito de origen del grupo olmeca. En este mito, se dice que un jaguar copuló con una hembra humana y así dio nacimiento a estos "hombres-jaguar", representados como niños jóvenes y adultos masculinos. Beatriz De la Fuente señala que era difícil apreciar si en realidad la lectura de las piezas es correcta pero la interpretación, se ha repetido a partir de 1955 cuando fue emitida por el descubridor de esas imágenes, Mathew W. Stirling quien afirmó que es la cópula que originó al pueblo olmeca y la afirmación de Michael Coe en su obra de 1965 donde por extensión sostiene que todos los miembros del pueblo olmeca son descendientes del jaguar. De la Fuente es más cauta y sólo afirma que "En todo caso se trata de una hierofanía que alude a la génesis de este pueblo singular".
La imagen del jaguar es penetrante en los jeroglifos más recientes de los mayas y la palabra Baläm (la "a" con diéresis se pronuncia como una letra "u" alargando los labios), jaguar, es un elemento principal en los nombres de héroes míticos y de algunos reyes mayas. En la mitología maya, se creía que los Bacabob eran dioses jaguares. Estos eran los cuatro hijos de los dioses, Itzamná e Ixchel. Los Bacabs sostuvieron el cielo en cada una de las cuatro direcciones, y cada una fue asociada a un color.

## Hombre de la cosecha
El hombre de la cosecha es una figura de la fertilidad en la mitología mesoamericana. Entre los olmecas, los dioses son representados a menudo con una distintiva hendidura en la frente, quizás identificando esta característica como divinos.
El hombre de la cosecha era un hombre o un muchacho humano que eligió dar su vida de modo que su gente pudiera producir el alimento.
El heroico hombre de la cosecha está asistido en algunas ocasiones por una la figura de una deidad de otro mundo. Los mitos popoluca de la gente de Veracruz lo pintan como héroe tribal, a veces llamado Homshuk, cuya muerte provee el alimento a toda la humanidad. Este héroe se nombra a sí mismo como "el que brota en las rodillas". En las versiones azteca, tepecano y tarasca, lo entierran y el maíz o el tabaco crece de su sepulcro. Un mito cristianizado de los quiché indica que, durante y después de su crucifiction, el maíz y otras cosechas crecieron del cuerpo de Jesús.

## Dios de la lluvia
El dios de la lluvia aparece frecuentemente en la mitología de otras civilizaciones mesoamericanas. Invariablemente el espíritu de la lluvia es masculino, aunque pueda tener una esposa que comparta autoridad sobre las aguas. Frecuentemente se percibe como un niño o un joven, algunas veces como un enano. También puede ser descrito como un poderoso dios de la lluvia, con diversos ayudantes. 
En las tradiciones mexica y maya, el señor de la lluvia es un espíritu maestro atendido por ayudantes. Su nombre en náhuatl es Tláloc, y sus ayudantes son llamados "tlaloque". La versión maya del Yucatán les denomina como Chaac y los "chacs". En el área de Guatemala, estos espíritus son frecuentemente asociados con el rayo y el trueno así como con la lluvia. Los dioses de la lluvia son conocidos como mam y los "mams" entre los mopan de Belice. En algunas tradiciones, como es con los Pipil de El Salvador, la figura del maestro se pierde y los mitos se enfocan en los "niños de la lluvia". Los nahuas de la actualidad consideran estos numerosos espíritus como duendes o "gente pequeña". En el Estado de Chiapas, la comunidad zoque reporta que los espíritus de la lluvia son muy viejos pero lucen como niños.